# Sluiterina sibogae
Sluiterina sibogae är en djurart som tillhör fylumet skedmaskar, och som först beskrevs av Sluiter 1902.  Sluiterina sibogae ingår i släktet Sluiterina och familjen Bonelliidae. Inga underarter finns listade i Catalogue of Life.